# 甜蜜之家 (遊戲)
《甜蜜之家》是一款由卡普空開發的生存恐怖電子角色扮演遊戲，發行於紅白機上。遊戲改編自同名的日本恐怖電影《甜蜜之家》。劇情描述五人電影製作小組進入一幢古老的洋館，遇見恐怖的幽靈和各種怪物，遊戲具備永久死亡機制，玩家必須倚靠有限的武器和補給品，在這幢洋館中探索、解謎、戰鬥與求生。
遊戲由藤原得郎設計。他先前主要設計機台遊戲，例如魔界村系列，他在製作期間造訪電影片廠為遊戲取材，而電影導演給了他在劇本上較大的發揮空間。《甜蜜之家》於1989年在日本獨家發售，獲得評價普遍為佳，且被認為優於電影。本作並未在歐美市場發售，可能是因為廠商認為遊戲的恐怖風格和角色扮演類的遊戲方式沒辦法在當地受到歡迎。
《甜蜜之家》被認為是遊戲史上重要的里程碑，許多文獻都指出它打下了生存恐怖類遊戲的基礎。本作是惡靈古堡系列的主要靈感來源，並使該系列大獲成功。該系列中對快速反應事件、道具系統和恐怖元素的運用，都受到《甜蜜之家》的影響。《甜蜜之家》的類銀河戰士惡魔城遊戲風格、敘事方式及恐怖元素被往後數十年之間的多款遊戲所借鑑，而該遊戲也被視為這些關鍵元素的先驅。

## 遊戲玩法
《甜蜜之家》是一款角色扮演遊戲，故事背景為一幢內部格局錯綜複雜、各個房間地圖相互連結的巨大洋館。玩家可控制五個玩家角色，並將其分成兩人及三人小組，分別在洋館內冒險。玩家可以隨時切換控制兩支隊伍。這五個角色各自具有能協助遊戲通關的特殊道具，分別是相機、打火機、醫療器材、撬鎖工具和吸塵器。除了這五件特殊道具，玩家都可以隨時拿起或放下其它道具，並交給其它角色。
《甜蜜之家》遊戲過程著重於解決謎題、求生、道具及資源管理，玩家必須不時回到遊戲前期的地圖中，使用在遊戲後期取得的物品來解開謎團，再加上洋館的各張地圖互相連接，從這個層面而言，這款遊戲的探索過程有類銀河戰士惡魔城遊戲的風格。戰鬥方面，遊戲採隨機遇敵、回合制，進入戰鬥畫面後以第一人稱視角呈現。敵人的類型包括殭屍、幽靈、玩偶等。治療角色的唯一手段是取得散落在洋館各處的補給品。
遊戲使用劇情畫面和非必讀的文字敘述（例如散落在洋館各地、由洋館過去的訪客所留下的日記）進行敘事，或提供解謎線索。遊戲也具有快速反應事件，玩家會不時遭遇到一些陷阱，如果不迅速按照指示進行應對，就會被陷阱殺死。角色死亡後無法復活，可以在角色的屍體上找到與該角色相對應的道具。例如假設隊伍裡負責治療的秋子死亡後，可以在其屍體上找到藥物。遊戲結局依據擊敗最終反派後的存活人數而定，共有五種結局。

## 故事
本作以1989年電影《甜蜜之家》為基礎改編，不過電影導演給了遊戲劇情很大的發揮空間，使得遊戲劇情與電影情節不盡相同。遊戲故事背景是1959年的一幢大洋館，洋館主人間宮一郎在宅子裡收藏很多珍貴的壁畫。在故事開始的30年前，間宮一郎在妻子自殺後神秘失蹤。30年後，電視台製片人和夫（星野和夫）帶著監製秋子（早川秋子）、攝影師田口（田口亮）、主持人飛鳥、和夫的女兒惠美（星野エミ）到洋館裡拍攝紀實節目。進入後不久，五人便被女幽靈纏上，女幽靈威脅要殺死所有入侵者，於是五人決定分成兩隊尋找出路，而盤據洋館內的怪物不斷朝他們襲來。
五人找到了一間放映室，裡頭的放映機顯示一對夫婦和其嬰兒被焚燒的圖像，使他們得知女幽靈便是間宮夫人的鬼魂。劇情揭露在30年前，間宮兩歲的兒子掉進洋館焚化爐裡，被活活燒死，間宮夫人便殺死其他小孩來給死去的兒子作玩伴，後來無法走出陰影的她選擇自殺，而陰魂不散的她也被困在洋館之中。遊戲最後，五人組必須與間宮夫人的鬼魂對決。

## 開發與發行
《甜蜜之家》由卡普空開發，製作人為藤原得郎，他先前製作過許多機台遊戲，曾經製作過魔界村系列，並曾參與《戰場之狼》、《最高機密》、《洛克人2 威利博士之謎》、《出擊飛龍》等遊戲的製作。《甜蜜之家》是他製作的首款遊戲機遊戲之一，他表示自己不時對紅白機在圖像顯示方面有限的功能感到挫折。

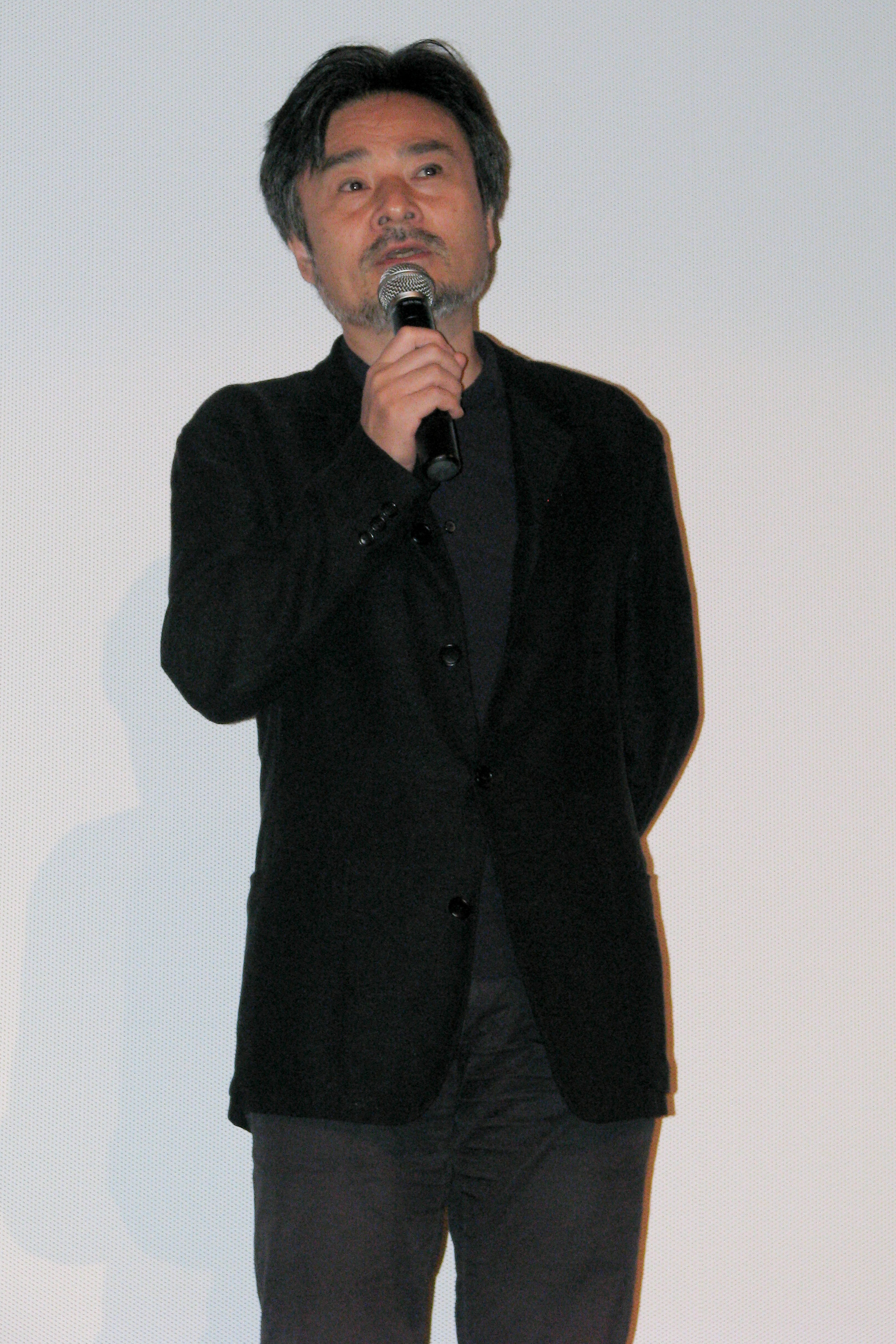
電影導演黑澤清

該遊戲改編自1989年同名電影，電影的執行製作人伊丹十三和導演黑澤清分別擔任遊戲的製作人和監督。在遊戲開發期間，藤原得郎多次造訪電影片廠為遊戲取材，但黑澤清向他表示不希望遊戲內容全程照搬電影情節，因為與電影的風格不符，有部分藤原得郎設計的遊戲道具最終並未採用。就結果而言，電影情節與遊戲情節的發展並不相同，而這種透過電子遊戲來延伸電影劇情的手法，在當時史無前例。
《甜蜜之家》在1989年12月15日於日本發售，與電影一起在預告片中進行宣傳。遊戲獲得的評價甚佳，許多評論家認為遊戲優於電影。《Fami通》在滿分40分中給遊戲打了28分。評論指出遊戲裡恐怖的視覺形象，成為任天堂的分公司將該遊戲引入西方市場的阻礙，而當時RPG在北美的普及率較低，也可能是促成這項決定的原因之一。縱使這款遊戲從未在日本以外的地方上市，但在2000年時有遊戲愛好者將《甜蜜之家》翻譯成英文，以ROM映像的形式在網路上發布。翻譯歷時一年多才完成，而直到現在，也有許多遊戲愛好者將ROM映像儲存進實體的紅白機遊戲卡匣中，放在線上灰色市場銷售。

## 評價
《甜蜜之家》被視為有史以來最傑出的恐怖遊戲之一，而且是恐怖遊戲設計發展史上的里程碑，許多文獻都指出它為生存恐怖遊戲打下了基礎。Destructoid的艾力斯塔·賓索夫（Allistair Pinsof）認為《甜蜜之家》是紅白機遊戲之中最優秀的一款，並稱它是「史上最佳遊戲之一」，他還指出這款遊戲裡相互連結的地圖，使之具有成為首款類銀河戰士惡魔城遊戲的潛力（儘管1986年推出的《銀河戰士》才是首作）。這款遊戲也是以散落各處的筆記本進行敘事的先驅，這種手法後來在2007年的《生化奇兵》中普及。Kotaku的彼得·提瑞亞斯（Peter Tieryas）寫道，《甜蜜之家》成功地將角色扮演遊戲、冒險遊戲和恐怖遊戲結合，締造出令人毛骨悚然的傑作，這在其它遊戲中罕見至極。1UP.com的馬蒂·席爾瓦（Marty Silva）撰文指出，這種混合多種類型的風格是1998年推出的《寄生都市》的前身。Game Informer的班·里維斯（Ben Reeves）稱這款遊戲是經典的邪典遊戲，也是藤原得郎對電子遊戲界最重要的貢獻。他指出包括《惡靈古堡》在內的所有恐怖類遊戲都該歸功於這款被世人遺忘已久的8位元遊戲。
《甜蜜之家》中的恐怖元素獲得極大好評，評論家認為，儘管紅白機硬體性能有限，但遊戲還是成功創造了令玩家感到陰魂不散的體驗。《電腦與電子遊戲》的工作人員稱其為「紅白機技術巔峰時代的傑作之一」。彼得·提瑞亞斯提到，技術上的侷限性反使遊戲設計師有機會去創造出精妙的遊戲玩法，讓遊戲散發出的恐懼感加劇。艾力斯塔·賓索夫同意這項觀點，並讚許遊戲的架構營造出了緊張的氣氛，創新的視覺效果令人毛骨悚然。他寫道，遊戲整體的節奏良好，洋館給人不可預測的感覺，適時供給玩家使用的道具也令玩家保持緊張感。馬蒂·席爾瓦認為遊戲具備電影般的品質，令人印象深刻。

### 對《惡靈古堡》的影響
《甜蜜之家》是卡普空遊戲惡靈古堡系列的主要靈感來源，《惡靈古堡》開創了生存恐怖這項遊戲類型，並衍生出多款跨媒體作品。《惡靈古堡》自1993年開始開發，最初是要做為《甜蜜之家》重製版，這款遊戲由三上真司擔任製作人，藤原得郎擔任總製作。藤原認為這款遊戲的基本目標是要呈現出《甜蜜之家》受限於紅白機性能而無法呈現的內容，特別是在畫面部分。由於卡普空不再擁有改編《甜蜜之家》的權力，他們只好另外開創全新的系列，不過《惡靈古堡》還是使用了許多《甜蜜之家》的元素。
這兩款遊戲都強調求生，共同要素包括玩家必須謹慎使用身上有限的道具，恢復藥劑散落在地圖各處等。《惡靈古堡》的戰鬥畫面原先也打算像《甜蜜之家》一樣以第一人稱視角呈現，後來才改變視角。《惡靈古堡》借鏡自《甜蜜之家》的部分還包括兩者的故事背景都設定於巨大且格局複雜的宅邸、使用散落在各地的筆記來講述劇情、根據結局時存活的角色數量呈現不同的遊戲結局、殘酷血腥的視覺畫面、開門的畫面、解謎關卡、玩家必須不時返回前期地圖以進行遊戲、持有撬鎖工具和打火機等特殊道具的角色等。
《甜蜜之家》的影響不僅止於系列首作，更進一步影響後續作品，例如2002年的《惡靈古堡0》中，玩家可以任意切換控制的角色，在地圖上任意位置放置物品並讓其它角色拾取。在2005年的《惡靈古堡4》及後續作品中，有類似於《甜蜜之家》的快速反應事件。2017年發行的《惡靈古堡7 生化危機》在劇情方面也與《甜蜜之家》有相似之處，兩者的故事背景同樣都是一幢豪華宅邸，劇情都涉及曾經生活在這裡的家庭所發生的悲慘故事，也都有一個女鬼，而《惡靈古堡7 生化危機》裡一捲VHS錄影帶的當中的一句旁白也在向《甜蜜之家》致敬，彼得·提瑞亞斯將惡靈古堡系列後續作品逐漸不受玩家歡迎歸咎於卡普空背棄了《甜蜜之家》設計出的基本遊戲機制。

## 外部連結
- 莫比遊戲的《甜蜜之家》 （页面存档备份，存于）頁面